# Lwówka
Lwówka (biał. Львоўка, Lwouka; ros. Львовка, Lwowka) – wieś na Białorusi, w obwodzie grodzieńskim, w rejonie wołkowyskim, w sielsowiecie Werejki.
W dwudziestoleciu międzywojennym leżała w Polsce, w województwie białostockim, w powiecie wołkowyskim, w gminie Tereszki.